# Kriegerdenkmal (Düsseldorf-Golzheim)
Das Kriegerdenkmal der 39er befindet sich zwischen Rotterdamer Straße und Reeser Platz in Düsseldorf-Golzheim. Es handelt sich um ein Kriegerdenkmal für die im Ersten Weltkrieg getöteten oder verschollenen Soldaten des Niederrheinischen Füsilier-Regiments Nr. 39. Im Juli 1939 wurde es eingeweiht. Es ersetzte ein früheres Denkmal der 39er, das kurz nach der Machtübernahme des Nationalsozialismus aus ideologischen Gründen abgerissen worden war. Seit 2002 steht es unter Denkmalschutz.
Bereits zum 75-jährigen Bestehen des Regiments wurde 1893 im Aaper Wald, an ehemaligen Schießständen des Regiments, ein Kriegerdenkmal nach einem Entwurf des Bildhauers Ernst Roeting, die Bronzefigur eines 2,5 Meter hohen Kriegers auf einem 3,5 Meter hohen Sandsteinsockel, enthüllt. Weitere Kriegerdenkmale des Füsilier-Regiments Nr. 39 sind das Kolonialkriegerdenkmal Düsseldorf und das Ehrenmal auf dem Roten Berg bei Spicheren, das am 6. August 1872 zur Erinnerung an die in der Schlacht bei Spichern (1870) gefallenen Regimentsangehörigen eingeweiht worden war.

## Beschreibung

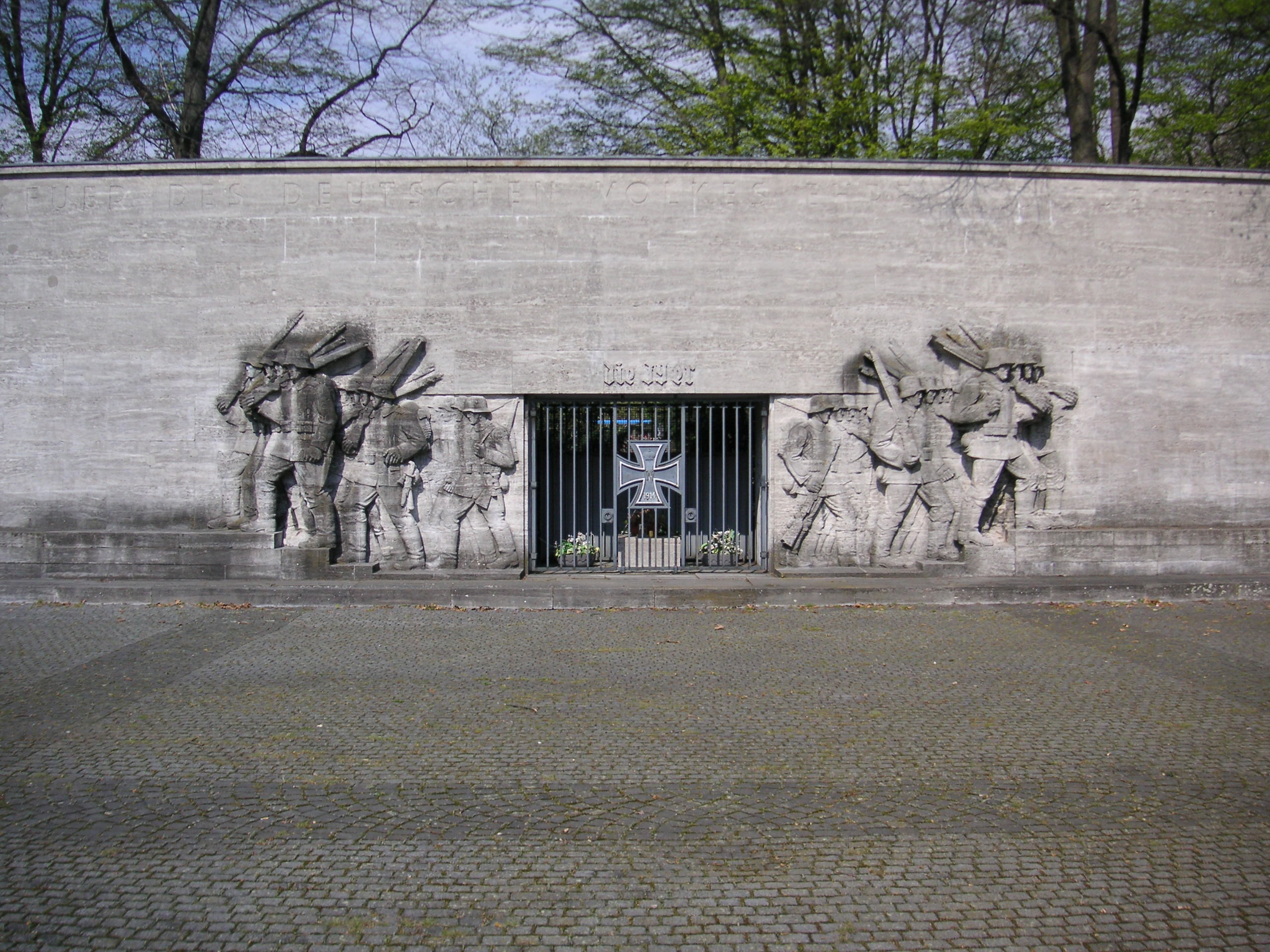
Denkmal in Frontalansicht (2008)

Das Kriegerdenkmal ist den gefallenen Soldaten des Niederrheinischen Füsilier-Regiments Nr. 39 gewidmet, einem zuletzt in Düsseldorf-Derendorf stationierten Verband der Königlich Preußischen Armee bzw. des Deutschen Heeres.
In der Mitte einer schmucklosen Muschelkalkwand, die sich auf der Ostseite eines gepflasterten, niedrig ummauerten, sich bis zur Rotterdamer Straße hin erstreckenden Vorplatzes erhebt, befindet sich ein vergittertes Tor („Tor der Gruft“), woran ein Eisernes Kreuz mit der Aufschrift „1914“ befestigt ist. An beiden Seiten des Tores marschieren – im Halbrelief und Hochrelief dargestellt – Soldaten in Kampfmontur und mit geschulterten Gewehren über Treppen heraus. Über dem Tor stehen die Inschriften „FUER DES DEUTSCHEN VOLKES EHRE UND FREIHEIT“ in Akzidenz-Grotesk und „die 39er“ in Fraktur. Eingemeißelt finden sich auf den Wandflächen außerdem die Bezeichnungen von historischen Formationen des Regiments („Reserve-Infanterie-Regiment 39“, „Landwehr-Infanterie-Regiment 39“ „Infanterie-Regiment 39“ und „Füsilier-Regiment General Ludendorff“) sowie Hinweise auf deren Garnisonen und Einsatzorte vom 19. Jahrhundert bis 1945.
Die Denkmalanlage ist ein Werk im Stil des Neoklassizismus. In Verbindung mit einem vor der Plastik angelegten großen Platz für Aufmärsche und in der affirmativen Darstellung von Soldaten, die aus der Gruft zum Kampf herausmarschieren, wird das Denkmal als Ausdruck einer revisionistischen Haltung interpretiert und im Kontext einer sich bildenden nationalsozialistischen Kunstauffassung gesehen.

## Vorgeschichte

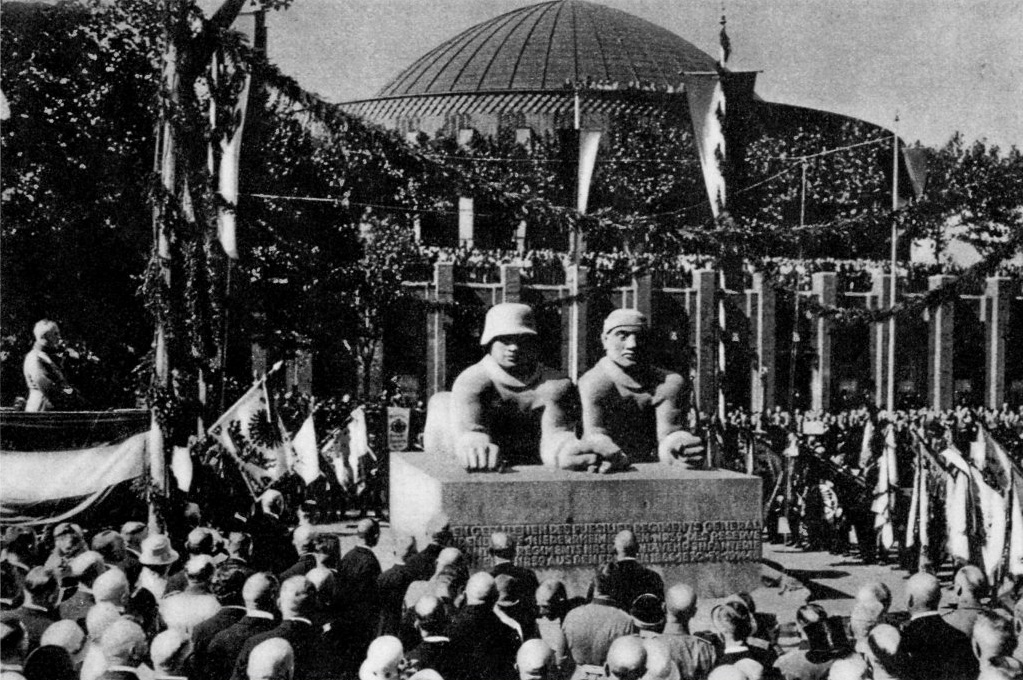
Einweihung des Denkmals 1928

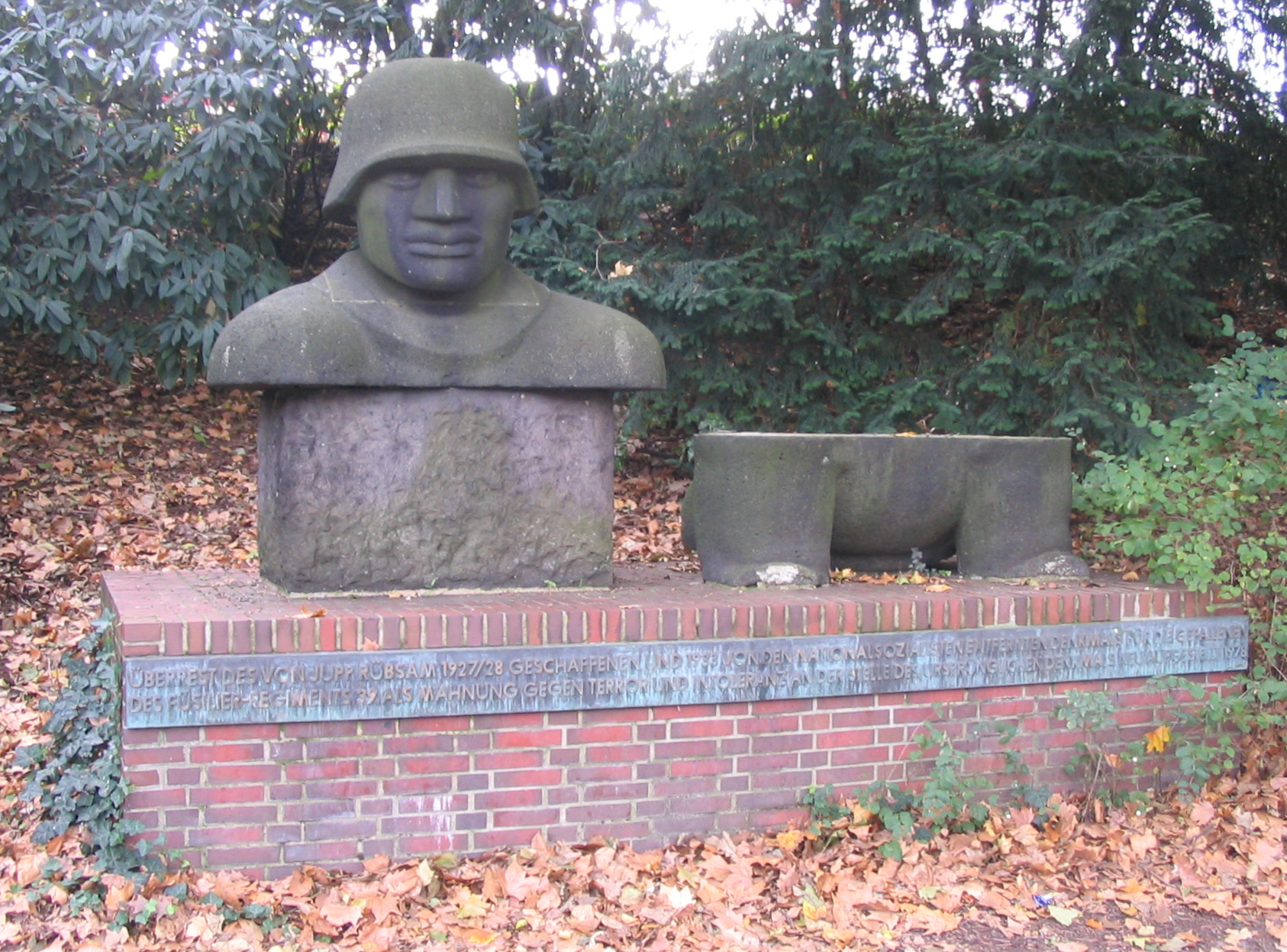
Reste des „39er Denkmal“ lagerten Jahrzehnte lang unbeachtet auf dem städtischen Bauhof und wurden erst 1978 als „Mahnung gegen Terror und Intoleranz“ nahe dem alten Standort wieder aufgestellt.

Ein Traditionsverband des Füsilier-Regiments Nr. 39 schrieb 1928 einen Bildhauerwettbewerb für das Kriegerdenkmal seines Regiments aus. Der Entwurf von Jupp Rübsam, der selbst ein „39er“ war, wurde angenommen. Rübsam gehörte unmittelbar nach dem Krieg zur avantgardistischen Künstlergruppe Junges Rheinland. Rübsam verstand sich nicht als politischer Künstler. Der Titel seiner Arbeit war „Innere Festigung“. In der Darstellung eines behelmten Soldaten und seines versehrten Kameraden mit Kopfverband, die auf dem Bauch liegen und sich die Hand halten, schuf er weder ein patriotisches noch ein antimilitaristisches Denkmal. Durch einander Beistand leistende Figuren, die dem Kriegsereignis eher ausgeliefert sind, als dass sie heroisch für einen Sieg kämpfen, und durch seine expressionistische Form, die die Idee der „Inneren Festigung“ durch sphinxenhaft am Boden liegende Soldaten auszudrücken suchte, wich die Plastik von vielen Kriegerdenkmalen der Weimarer Zeit ab. Die Festschrift zur Denkmaleinweihung besagt: „Der Entwurf […] bringt die Idee eines Kriegerdenkmals stark und rein zum Ausdruck und ist auch eine einwandfreie rein plastische Lösung.“ Gelobt wurde eine angebliche „Wuchtigkeit und monumentale Note“.
Die bei der Einweihung des „Denkmals der 39er“ vor der Rheinhalle am 2. September 1928 versammelten Teilnehmer waren überrascht, als der Ehrengast des Tages (des Sedantages), Erich Ludendorff, seine Teilnahme kurzfristig absagte und gegen das Denkmal verbal in Stellung ging. Ludendorff, der im Ersten Weltkrieg als Chef des Generalstabes die Oberste Heeresleitung innegehabt hatte, stand zu dem Regiment in besonderer Beziehung, nachdem Kaiser Wilhelm II. es bei der Entlassung des Generals nach ihm benannt und ihn zu dessen Regimentschef ernannt hatte. Nach der Novemberrevolution trat Ludendorff als Gegner der Weimarer Republik hervor und beteiligte sich am Kapp-Putsch und am Hitlerputsch.
Rübsam widmete sein „39er Denkmal“ den Gefallenen des 39. Regiments. Seine tragende Idee war es, Kameradschaft und gegenseitige Hilfe darzustellen. Seine Formensprache löste schon vor Aufstellung des Denkmals 1928 eine Kontroverse aus. Es wurde als eines der „üblichen“ Kriegsdenkmäler von Seiten der SPD und KPD kritisiert, während es von extremen NS-Kreisen als zu wenig „deutsch“ diffamiert wurde. Gegen solche Angriffe verteidigten die Künstlervereinigung Rheinische Sezession und mit ihr über 400 Künstler Rübsams Arbeit. Sie forderten die Stadtverantwortlichen auf, zu diesem Denkmal zu stehen und damit Düsseldorfs Ruf als Kunststadt zu verteidigen. Auch der Reichsverband bildender Künstler Deutschlands stand auf der Seite des Künstlers.

## Geschichte

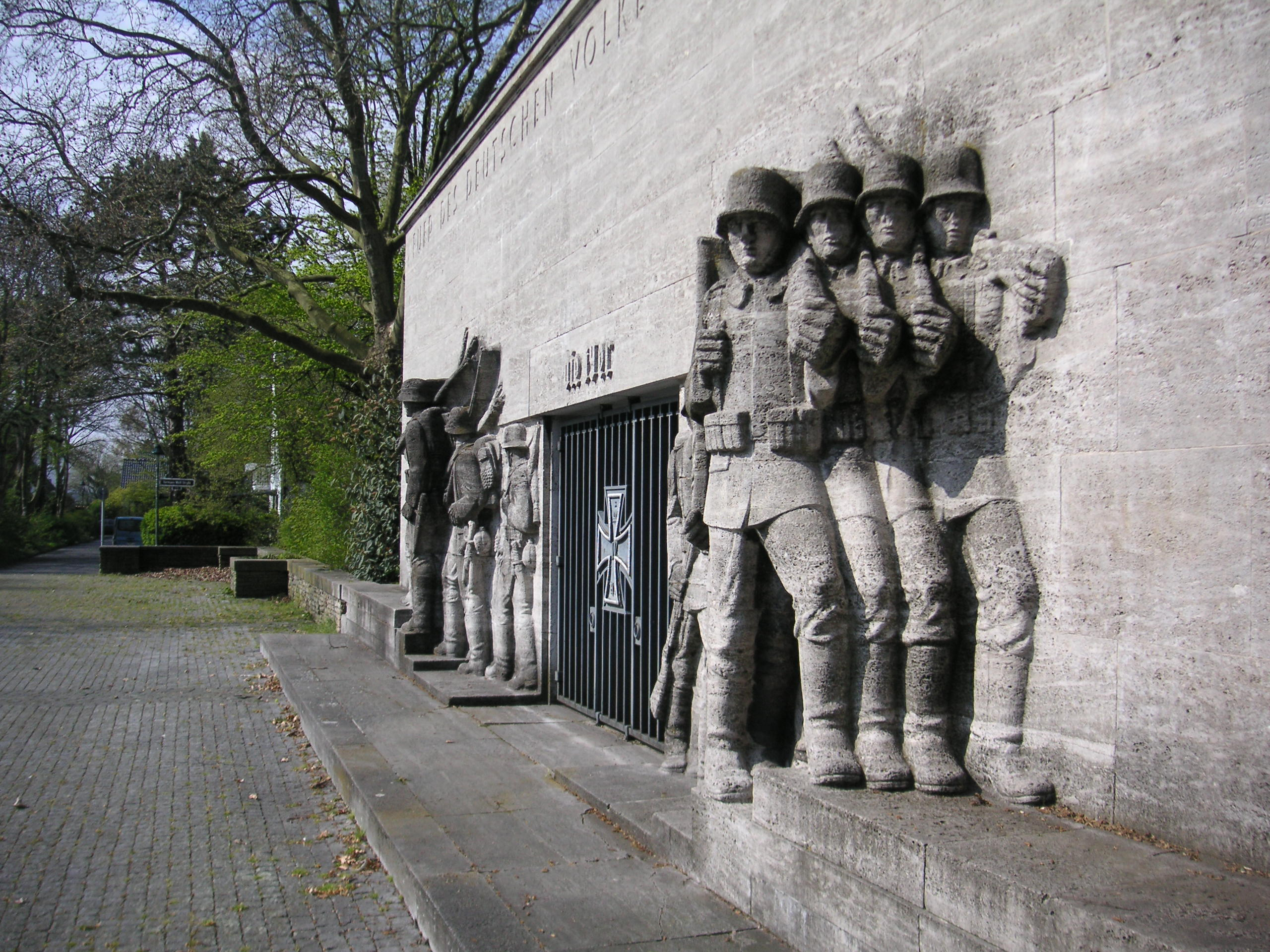
Denkmal im Seitenprofil (2008)

Wegen anhaltender Kritik am ersten „39er-Denkmal“ lobte der Denkmalausschuss des Füsilier-Regiments Nr. 39 im Jahr 1932 einen neuen Wettbewerb aus. Darin erhielt der gemeinsame Entwurf der Hamburger Architekten Rudolf Klophaus und Artur Tachill (1903–1981) mit dem Hamburger Bildhauer Richard Kuöhl den 1. Preis. Das erste Denkmal wurde im März 1933 abgebrochen. 1936 wurde mit dem Bau des neuen Denkmals begonnen. Am 3. August 1938 erfolgte die zweite Grundsteinlegung für ein „39er-Denkmal“. Unter Mitwirkung der Wehrmacht wurde es bis Juli 1939 erbaut.

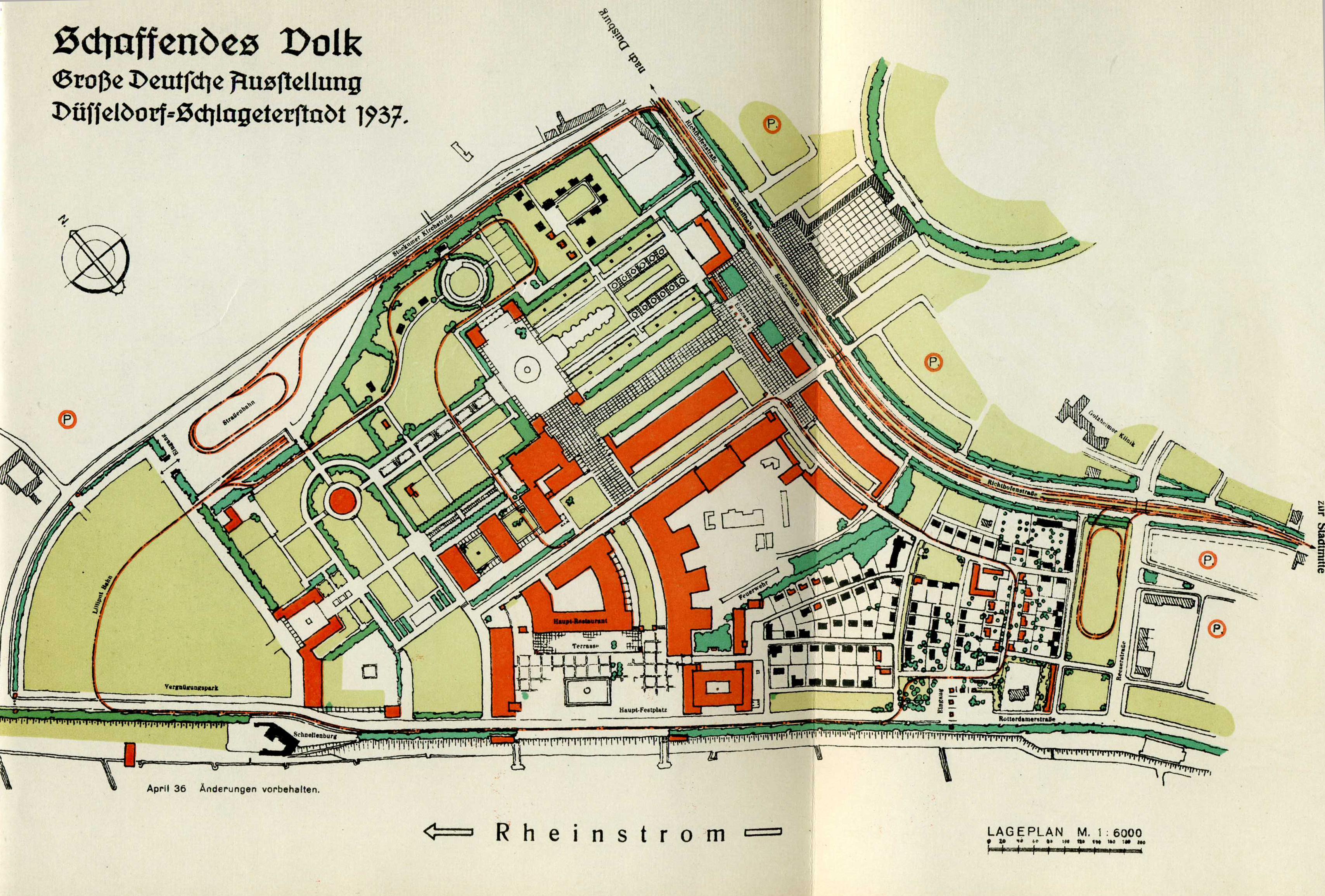
Karte Reichsaustellung Schaffendes Volk, 1937, noch ohne Kriegerdenkmal an der Reeser Straße.

Der neue Standort des Denkmals, ein Grünzug zwischen Reeser Platz und dem Rhein, war Teil einer nationalsozialistischen Stadtplanung: Nachdem Düsseldorf 1930 die Hauptstadt des Gaus Düsseldorf geworden war, hatte der Gauleiter Friedrich Karl Florian über einen 1934 durchgeführten Wettbewerb für ein „Schlageterforum“ ambitionierte Vorstellungen entwickelt. Unter Anknüpfung an ein 1931 eingeweihtes Schlageter-Nationaldenkmal sowie Düsseldorfer Messe- und Kunstausstellungstraditionen sollte Düsseldorf zum Zentrum des Nationalsozialismus im Westen Deutschlands profiliert werden. Mit der planerischen Regie beauftragte Florian den Architekten Peter Grund, der bis 1937 auch die Kunstakademie Düsseldorf leitete. Im Rahmen einer Reichsausstellung Schaffendes Volk entstand bis 1937 neben dem noch in Planung und Bau befindlichen neuen Denkmalstandort als Prototyp nationalsozialistischer Lebens- und Wohnformen die Golzheimer Siedlung. Im Zusammenhang dieser Stadtentwicklung, bei der nach dem Schema der Gartenstadt auf eine großzügige Durchgrünung Wert gelegt wurde, platzierten die Planer die Denkmalanlage am Schnittpunkt zweier Grünzüge am Rheinufer. Die dort in Verlängerung der Cecilienallee verlaufende Straße, heute Rotterdamer Straße, trug damals nach den „Alten Kämpfern“ den Namen „Alte-Garde-Ufer“.
Im Jahre 1946 wollte eine Initiative im Stadtrat das „kriegsverherrlichende“ Werk abreißen lassen. Dazu kam es aber nicht. Es wurde zunächst weiterhin für offizielle kommunale Gedenkfeiern an die Kriegstoten genutzt, ehe diese Ehrungen 1958 an den Nordfriedhof verlegt wurden. Bis 1988 veranstaltete die Bundeswehr Gedenkfeiern auf dem Platz vor dem Denkmal. Es kam zu Diskussionen, jedoch wurde der Erhalt des Denkmals nicht in Frage gestellt. Im Jahr 2002 wurde die Anlage unter Denkmalschutz gestellt. Ende 2018 diskutierte die Düsseldorfer Kunstkommission mit Bürgern über das Denkmal. In diesem Zug wurden auch Ideen diskutiert, das Denkmal und den Platz zu verändern und die Sichtbarkeit der Reste des wiedererrichteten alten „Denkmals der 39er“ an der Tonhalle zu verbessern. Daher lobte die Kunstkommission 2019 einen Wettbewerb aus, den das Kunstkollektiv Ultrastudio mit einem Metallsteg, der von hinten schräg über das Denkmal ragt, 2020 in Zusammenarbeit mit dem Kunsthistoriker Jürgen Wiener für sich entschied. Bald regte sich dagegen Widerstand, unter anderem der Künstler Gerhard Richter, Thomas Ruff, Thomas Schütte, Katharina Sieverding und Günther Uecker, die den Steg als „Architektur der Macht“ und „versehentliches Stahlgewitter“ ablehnten. Daraufhin entschied sich der Stadtrat für eine erneuerte Bürgerbeteiligung.

## Wissenschaftliche Einordnung
In der Forschung gilt das Denkmal überwiegend als ein Dokument der nationalsozialistischen Erinnerungskultur. Es verweist außerdem auf die Bedeutung Düsseldorfs als Garnisonsstadt. In Düsseldorf war das Regiment über viele Jahre in Kasernen an der Kasernenstraße und Tannenstraße stationiert gewesen. Da das Denkmal bereits 1932 initiiert und entworfen wurde, ist es genau betrachtet kein NS-Denkmal. Erst durch die Beseitigung seines Vorgängers (1933), seine räumliche Einbettung in ein Konzept nationalsozialistischer Stadtplanung sowie durch die Zeitpunkte seiner Grundsteinlegung (1936) und Fertigstellung (1939) fällt es in die Zeit des Nationalsozialismus. In seiner Anlage mit Aufmarschfläche und in seiner Nähe zu Ausdrucksformen der NS-Kunst stuften es Martin Dietzsch, Jobst Paul und Lenard Suermann vom Duisburger Institut für Sprach- und Sozialforschung als „Nazi-Denkmal“ ein. Der Historiker, Volkskundler und Leiter der Mahn- und Gedenkstätte Düsseldorf, Bastian Fleermann, der sich mit rheinischer Geschichte in der Zeit des Nationalsozialismus beschäftigt, kam in einem Gutachten zu dem Schluss, das Denkmal sei „… nach Entstehungszeit, Kontext und Nutzung als nationalsozialistisch einzustufen“.

## Quelle
- http://www.fotos-von-duesseldorf.de/detail.php?picture_id=1192
- Eintrag in der Denkmalliste der Landeshauptstadt Düsseldorf beim Institut für Denkmalschutz und Denkmalpflege
- Denkmäler auf FKoester.de
- Bild auf www.bilderbuch-duesseldorf.de
- Bild auf www.dazzledorf.net
- Das Nazi-Denkmal am Reeser Platz (PDF; 11,3 MB)

Koordinaten: 51° 15′ 5,5″ N, 6° 45′ 28″ O